# Erich Spaarmann
Erich Spaarmann, även Erich Sparmann, född 19 juli 1907 i Passendorf, var en tysk SS-Standartenführer. Han var inspektör inom Volksdeutscher Selbstschutz i början av andra världskriget och tog aktiv del i de vedergällningar som följde på Brombergs blodiga söndag.
Efter andra världskriget utgjorde Spaarmann vittnes vid Ministerierättegången, som var en av de tolv efterföljande Nürnbergrättegångarna.